# I Love Paris
«I Love Paris» es una canción de Cole Porter de 1953, compuesta para el musical Can-Can, que sería llevado al cine en 1960, en la película del mismo título, dirigida por Walter Lang, con Frank Sinatra, Shirley MacLaine y Maurice Chevalier.
El protagonista de la canción dice que ama París en todas las estaciones del año, porque allí está su amor.

## Algunas versiones

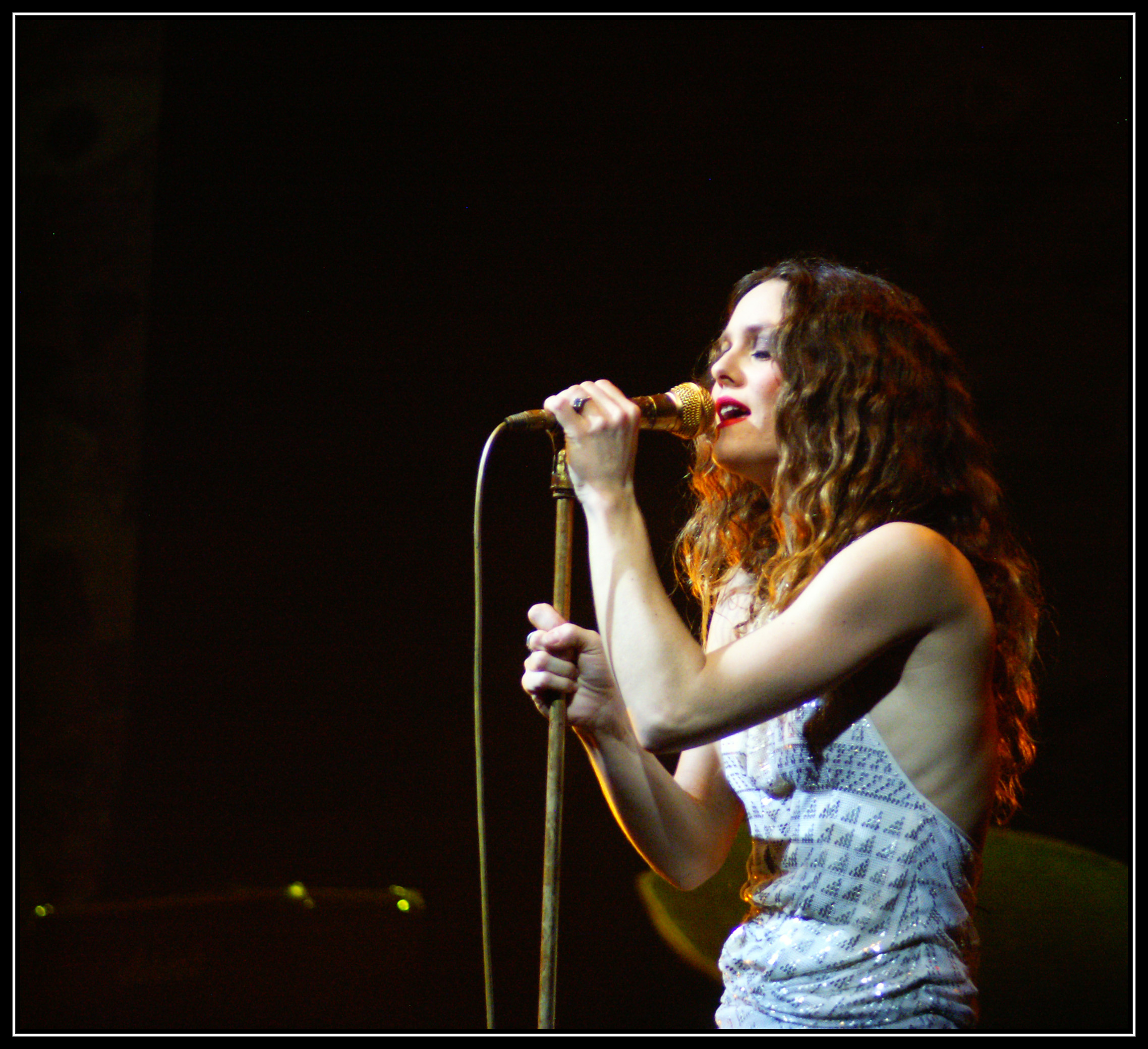
Vanessa Paradis.

- Cole Porter, grabada entre 1935 y 1953, pero editada en 1994, en el álbum Cole Sings Porter.[1]
- Michel Legrand, en el álbum I Love Paris, 1954.[2]
- Ella Fitzgerald, en el álbum Sings the Cole Porter Songbook, 1956.[3]
- Frank Sinatra, en el álbum Come Fly with Me. 1958,[4]
- Screamin' Jay Hawkins, en el álbum At Home with Screamin' Jay Hawkins: The Epic And Okeh Recordings, 1958.[5]
- Maurice Chevalier, en el álbum Maurice Chevalier Sings Broadway, 1959.[6]
- Jack Jones, en el álbum, I've Got a Lot of Livin' To Do,1962.[7]
- The Coasters, en el álbum, Coasters (Sequel), 1997.[8]
- Peter Cincotti, en el álbum, On the Moon, 2004.[9]
- Vanessa Paradis, en el álbum Best of Vanessa Paradis, 2009.[10]